# Port lotniczy Chifeng
Port lotniczy Chifeng (IATA: CIF, ICAO: ZBCF) – port lotniczy położony w Chifeng, w regionie autonomicznym Mongolia Wewnętrzna, w Chińskiej Republice Ludowej.

## Linie lotnicze i połączenia
| Linia Lotnicza           | Kierunek |
| ------------------------ | --- |
| Chang’an Airlines        | 1. Xi’an |
| Air China                | 1. Hohhot |
| Beijing Capital Airlines | 1. Haikou 2. Sanya 3. Shijiazhuang                                                                                               |
| Chengdu Airlines         | 1. Luoyang 2. Taiyuan 3. Ulanhot                                                                                                 |
| China Express Airlines   | 1. Baotou 2. Bayannur 3. Chengdu-Tianfu 4. Chongqing 5. Erenhot 6. Haikou 7. Hohhot 8. Jinan 9. Wuhai 10. Xilinhot 11. Zhengzhou |
| Genghis Khan Airlines    | 1. Hohhot 2. Manzhouli 3. Zhalantun                                                                                              |
| Juneyao Airlines         | 1. Changsha 2. Hangzhou 3. Harbin 4. Nankin 5. Qingdao 6. Szanghaj-Pudong                                                        |
| LJ Air                   | 1. Harbin 2. Shenzhen |
| Loong Air                | 1. Baotou 2. Hohhot 3. Xi’an |
| Tianjin Airlines         | 1. Bayannur 2. Dalian 3. Hulun Buir 4. Hohhot 5. Ordos 6. Tiencin 7. Tongliao 8. Ulanhot 9. Wuhai 10. Xi’an                      |